# 普雷瓦列市鎮

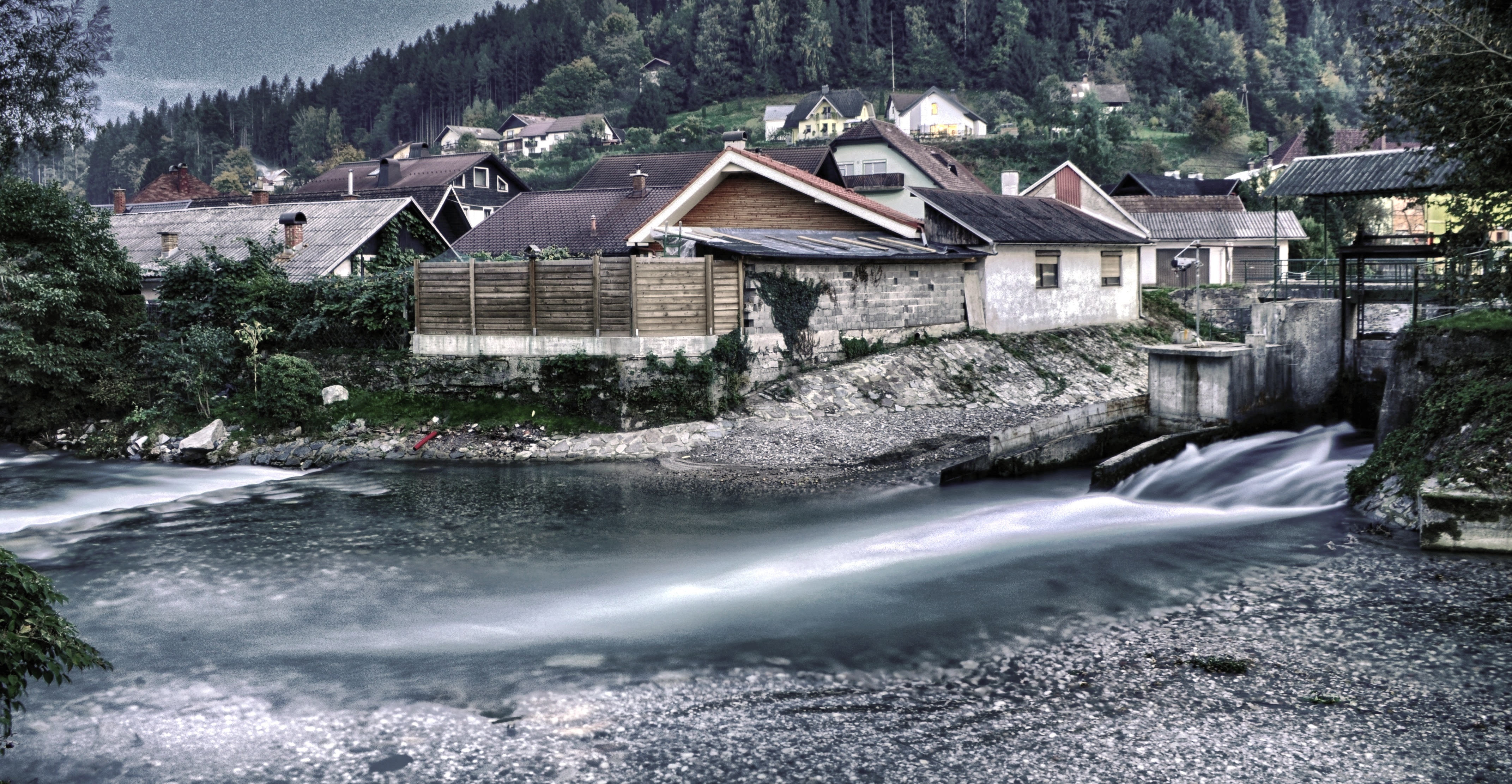
普雷瓦列

普雷瓦列市鎮是斯洛文尼亞北部的一個市镇，行政中心為普雷瓦列。面積58.1平方公里，海拔高度411米，2002年人口6,643。該市镇曾經是鐵器鑄造中心。

## 外部連結
- 官方网站  （斯洛文尼亚文）
- Prevalje on Geopedia （页面存档备份，存于）